# Járnsaxa
Pour la lune de Saturne nommée d'après la Géante, voir Jarnsaxa.
Járnsaxa (« celle qui a une épée de fer ») est un nom de géante (jötunn) dans la mythologie nordique.
Dans le Hyndluljóð (37), Járnsaxa est l'une des neuf mères de Heimdall.
D'autre part, dans les Skáldskaparmál (17), Járnsaxa est présentée comme la mère de Magni, fils de Thor. En conséquence, une kenning décrit Sif, épouse de Thor, comme la « rivale de Járnsaxa » (« elja Járnsǫxu ») (Skáldskaparmál, 21).
Le nom Járnsaxa figure aussi dans la thula des géantes (Skáldskaparmál, 75) et dans deux kenningar, où il est aussi employé comme nom de géante (dans la Haraldsdrápa runhenda de Thjódólf Arnórsson et dans un fragment de poème d'Einar Skúlason).